# Pseudorus panamensis
Pseudorus panamensis är en tvåvingeart som först beskrevs av Charles Howard Curran 1942. Pseudorus panamensis ingår i släktet Pseudorus och familjen rovflugor.
Artens utbredningsområde är Panama. Inga underarter finns listade i Catalogue of Life.